# Zhang-Zhung
Zhang-zhung (kinesiska: 象雄語; tibetanska: ཞང་ཞུང) eller Zhangzhung är ett utdött sinotibetanskt språk som talades i västra Tibet och centrala Asien från 700-talet till 1000-talet. Det finns belagt från en tvåspråkig text kallad "Grottor av skatter" (མཛོད་ཕུག mdzod phug) och flera kortare texter. Språket används i viss mån fortfarande inom den tibetanska bön-litteraturen. Texterna innehåller gott om zhangzhung-ord och viktiga rubriker skrivs på både zhangzhung och tibetanska.

## Skriftsystem

Bokstaven nya i marchen i form av en moturs vriden svastika.

Flera olika skriftsystem har använts för att skriva zhangzhung. Det finns dock ytterst få äldre texter bevarade. Skriftsystemen förekommer främst i olika kalligrafimanualer.

### Mar-skrift
De två mar-skrifterna (སྨར་ཡིག smar yig) sägs härstamma från kungadömet Zhangzhung vid tiden före buddhismens intåg på 600-talet. Ordet mar betyder "god", "lycklig" eller "vacker" på zhangzhung. Namnen kan därför tolkas som den goda/vackra större och mindre skriften.
Marchen (སྨར་ཆེན smar chen) har vissa likheter med den tibetanska skriften och lantsa men skiljer sig samtidigt en hel del från dessa. En egenskap marchen delar med tibetansk skrift och lantsa är de speciella nedsänkta varianterna av bokstäverna wa, ya och ra. Vokaldiakriterna liknar mest de hos drusha. Ett utmärkande drag hos marchen är förekomsten av en moturs vriden svastika, en symbol för bön-religionen, som används både för att skriva bokstaven nya och som skiljetecken.
Marchung (སྨར་ཆེན smar chung) verkar vara en hybrid med bokstäver från tibetansk dbu can och vokaler från drusha.

### Pung-skrift
De två pung-skrifterna (སྤུངས་ཡིག spungs yig) pungchen och pungchung sägs ha sitt ursprung i kungariket Tagzig (སྟག་གཟིགས stag gzigs), hem till böns grundare Tönpa Shenrab. Skriftsystemen påminner starkt om lantsa, som används i tibet för att skriva sanskrit, och som i sin tur bygger på den nepalesiska skriften rañjanā. Ordet pung betyder "lärare" på zhangzhung och syftar på Tönpa Shenrab. Namnen betyder därmed lärarens större och mindre skrift.

### Drusha-skrift
Drusha (བྲུ་ཤ bru sha) sägs komma från landet Drusha som vanligtvis identifieras som Gilgit i Pakistan. De flesta bokstäverna liknar dem hos pungchen men några skiljer sig markant.